# Cargolet ermità
El cargolet ermità (Henicorhina anachoreta) és un ocell de la família dels troglodítids (Troglodytidae).

## Hàbitat i distribució
Habita el sotabosc de la selva pluvial per damunt dels 2000 metres, a la Sierra Nevada de Santa Marta, al nord-est de Colòmbia.